# Baeotus aeclus
Baeotus aeclus är en fjärilsart som beskrevs av Fabricius 1775. Baeotus aeclus ingår i släktet Baeotus och familjen praktfjärilar. Inga underarter finns listade i Catalogue of Life.